# Daniela Neunast
Daniela Neunast (Potsdam 19 september 1966) is een Duits stuurvrouw bij het roeien.
Neunast won in 1985 de wereldtitel in de vier-met. Vanaf 1986 kwam Neunast uit in de acht en won op de wereldkampioenschappen in deze boot twee zilveren en één bronzen medaille. Neunast stuurde tijdens de Olympische Zomerspelen 1988 de Oost-Duitse acht naar de gouden medaille. Vier jaar later tijdens de Olympische Zomerspelen 1992 in Barcelona won Neunast met het herenigde Duitse team de bronzen medaille.

## Resultaten

### Olympische Zomerspelen
| Jaar | Plaats    | Resultaten    |
| ---- | --------- | ------------- |
| 1988 | Seoel     | in de acht    |
| 1992 | Barcelona | in de acht    |
| 1996 | Atlanta   | 8e in de acht |

### Wereldkampioenschappen roeien
| Jaar | Plaats     | Resultaten     |
| ---- | ---------- | -------------- |
| 1985 | Hazewinkel | in de vier-met |
| 1986 | Nottingham | in de acht     |
| 1987 | Kopenhagen | 4e in de acht  |
| 1989 | Bled       | in de acht     |
| 1993 | Račice     | in de acht     |

1976: Goretzki & Knetsch & Richter & Ahrenholz & Kallies & Ebert & Lehmann & Müller & Wilke ·
1980: Boesler & Neisser & Köpke & Schütz & Kühn & Richter & Sandig & Metze & Wilke ·
1984: O'Steen & Metcalf & Bower & Graves & Flanagan & Norelius & Thorsness & Keeler & Beard ·
1988: Strauch & Zeidler & Haacker & Wild & Kluge & Schröer & Balthasar & Stange & Neunast ·
1992: Barnes & Taylor & Delehanty & Crawford & McBean & Worthington & Monroe & Heddle & Thompson ·
1996: Tănase & Cochelea & Gafencu & Spîrcu & Olteanu & Lipă & Popescu & Ignat & Georgescu ·
2000: Damian & Susanu & Olteanu & Cochelea & Dumitrache & Lipă & Gafencu & Ignat & Georgescu ·
2004: Florea & Susanu & Bărăscu & Papuc & Gafencu & Lipă & Damian & Ignat & Georgescu ·
2008: Cafaro & Cummins & Davies & Francia & Goodale & Lind & Logan & Shoop & Whipple ·
2012: Cafaro & Francia & Lofgren & Ritzel, Musnicki & Logan & Lind, Davies & Whipple ·
2016: Elmore & Gobbo & Logan & Musnicki, Polk & Regan & Schmetterling & Simmonds & Snyder ·
2020: Roman & Gruchalla-Wesierski & Roper & Proske & Grainger & Mailey & Payne & Wasteneys & Kit ·
2024: Rusu & Anghel & Bodnar & Lehaci & Adam & Bereș & Vrînceanu & Radiș & Petreanu